# Berja
Berja est une commune d’Espagne, dans la province d'Almería.

## Géographie

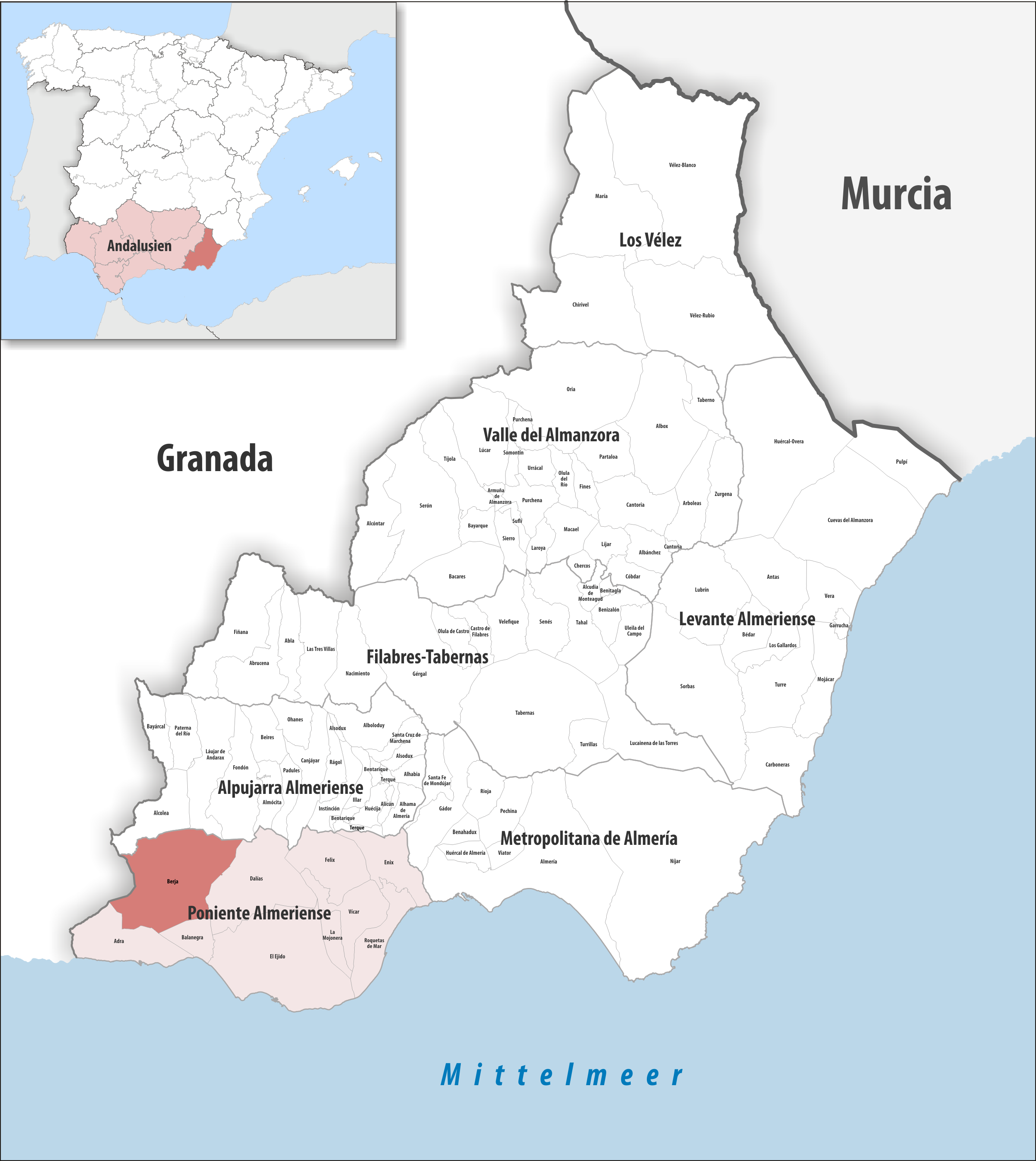
Berja dans la comarque Poniente almeriense, province d'Almería / en Andalousie

### Localisation
La commune de Berja se trouve au sud-sud-est de l'Espagne, dans le sud-ouest de la province d'Almería et dans le nord-ouest de la comarque Poniente almeriense. Elle jouxte une commune de la province de Grenade : Turón, de la comarque Alpujarra grenadine.
Almería est à 61 km est ;
Grenade à 128 km nord-ouest ;
Madrid à 543 km nord ;
Malaga à 162 km ouest ;
Gibraltar à 300 km ouest-sud-ouest (distances par route).

### Hydrographie
Le réservoir de réservoir de Benínar (es) est nommé d'après Benínar, le village qu'il a submergé lors de sa mise en eau en 1982. Le réservoir est pour sa plus grande partie sur Berja, mais une moindre partie au nord est sur Alcolea.

## Histoire
La ville éprouva un violent tremblement de terre en 1804.

## Administration
| Période                                  | Période | Identité | Étiquette | Qualité |
| ---------------------------------------- | ------- | -------- | --------- | ------- |
| N/A                                      | N/A     | N/A      | N/A       | Maire   |
| Les données manquantes sont à compléter. |         |          |           |         |